# Bulgaarse Communistische Partij
Bulgaarse Communistische Partij (Bulgaars: Българска комунистическа партия (БΚП), Balgarska komunisticheska partiya, (BKP)) ontstond in 1919 uit de vleugel van de 'Bulgaarse Sociaaldemocratische Arbeiderspartij - Nauwe Socialisten' (bolsjewisten) binnen de Bulgaarse sociaaldemocratische partij. Na de communistische opstand van september 1923, die geen succes was, veranderde de partij haar naam in Bulgaarse Werkerspartij (BWP). In de jaren veertig speelden communistische partizanen een grote rol in het verzet tegen de fascistische regering in Sofia. Na de communistische machtsovername in 1948 werd de oude naam van de partij hersteld.
Vanaf het begin van de jaren tachtig werd de partij drastisch hervormd. Na de val van het communistisch bewind in 1989 veranderde de partij haar naam in Bulgaarse Socialistische Partij (1990).
De leiding van de BKP lag bij het Centraal Comité. Het Centraal Comité werd gekozen door het Partijcongres, formeel het hoogste orgaan van de partij. Omdat het Centraal Comité maar enkele keren per jaar bijeenkwam, berustte de dagelijkse leiding van de partij bij het Politbureau en het Secretariaat. Zowel de leden (en kandidaat-leden) van het Politbureau als het Secretariaat waren afkomstig uit het Centraal Comité.
De eerste secretaris van het Politbureau van het Centraal Comité was de partijleider. Todor Christov Zjivkov (1911-1998) bekleedde de post van eerste secretaris (sedert 1981 secretaris-generaal) van 4 maart 1954 tot 10 november 1989 (!). Hij was hiermee de langstzittende communistische leider van Oost-Europa. Na een paleisrevolutie op 10 november 1989 werd Zjivkov als partijleider (en korte tijd hierna als voorzitter van de Staatsraad) door Petur Mladenov opgevolgd. Op 15 januari 1990 werd de leidende rol van de BKP geschrapt.

## Partijstructuur
Hoogste orgaan binnen de BKP was officieel het partijcongres. Het partijcongres koos een Centraal Comité. Het Centraal Comité kwam maar een paar keer per jaar bijeen, daarom werd er een Politbureau gekozen als dagelijks bestuur.
Terwijl het Politbureau van het Centraal Comité van de BKP over het beleid ging, ging het Secretariaat over de centrale administratie van de partij. De leden van het Secretariaat werden door het Centraal Comité gekozen. De leden van het Secretariaat (de secretarissen van het Centraal Comité) waren ook lid van het Politbureau. De leider van het Secretariaat was de eerste secretaris (sinds 1981: secretaris-generaal). Hij zat ook de zittingen van het Politbureau en het Centraal Comité voor.
|  |  |              |              |              |              |              |              | Secretaris-Generaal |  |                 |                 |                 |                 |                 |                 |  |  |
|  |  |              |              |              |              |              |              |                     |  |                 |                 |                 |                 |                 |                 |  |  |
|  |  |              |              |              |              |              |              | Politbureau         |  |                 |                 |                 |                 |                 |                 |  |  |
|  |  |              |              |              |              |              |              |                     |  |                 |                 |                 |                 |                 |                 |  |  |
|  |  | Secretariaat | Secretariaat | Secretariaat | Secretariaat | Secretariaat | Secretariaat |                     |  | Centraal Comité | Centraal Comité | Centraal Comité | Centraal Comité | Centraal Comité | Centraal Comité |  |  |
|  |  | Secretariaat | Secretariaat | Secretariaat | Secretariaat | Secretariaat | Secretariaat |                     |  | Centraal Comité | Centraal Comité | Centraal Comité | Centraal Comité | Centraal Comité | Centraal Comité |  |  |
|  |  |              |              |              |              |              |              |                     |  |                 |                 |                 |                 |                 |                 |  |  |
|  |  |              |              |              |              |              |              | Partijcongres       |  |                 |                 |                 |                 |                 |                 |  |  |

## Leiders
- Dimitar Blagoev (1903 — 1924)
- Vasil Kolarov (1924 — 1933)
- Georgi Dimitrov (1933 — 1949)
- Valko Tsjervenkov (1949 — 1954)
- Todor Zjivkov (1954 — 1989)
- Petar Mladenov (1989 — 1990)
- Aleksandar Lilov (1990) Voorzitter

## Verkiezingsresultaten
| Jaar                                         | %        | Zetels    | +/-      |
| -------------------------------------------- | -------- | --------- | -------- |
| 1919                                         | 18,5%    | 47 / 237  | NIEUW    |
| 1920                                         | 20,4%    | 50 / 232  | 4        |
| april 1923                                   | 19,3%    | 16 / 245  | 34       |
| november 1923                                | 0,8%     | 2 / 247   | 14       |
| 1927                                         | 2,5%     | 0 / 261   | 2        |
| 1931                                         | 13,0%    | 31 / 273  | 31       |
| 1938                                         | Verboden | Verboden  | Verboden |
| 1939                                         | 8,0%     | 10 / 160  | 21       |
| 1945                                         | —        | 94 / 276  | 84       |
| 1946                                         | 53,9%    | 278 / 465 | 184      |
| Onderdeel van het Vaderlands Front 1949-1990 |          |           |          |
| 1949                                         | 100%     | 241 / 241 | 241      |
| 1953                                         | 99,98%   | 249 / 249 | 8        |
| 1957                                         | 100%     | 247 / 247 | 2        |
| 1962                                         | 100%     | 321 / 321 | 74       |
| 1966                                         | 100%     | 414 / 414 | 93       |
| 1971                                         | 100%     | 400 / 400 | 14       |
| 1976                                         | 100%     | 400 / 400 | 0        |
| 1981                                         | 100%     | 400 / 400 | 0        |
| 1986                                         | 100%     | 400 / 400 | 0        |
| Bron: Nohlen, et al.                         |          |           |          |

## Partijleiders van de BKP gedurende de Volksrepubliek Bulgarije
| Partijleider | Partijleider | Partijleider                                  | Aanvang termijn  | Aanvang termijn  | Aanvang termijn    | Aantekening(en) |
| Nº           | Afbeelding   | Naam (Geboren-Gestorven)                      | Aanvang termijn  | Einde termijn    | Duur               | Aantekening(en) |
| ------------ | ------------ | --------------------------------------------- | ---------------- | ---------------- | ------------------ | --- |
| 1            |              | Georgi Dimitrov Георги Димитров (1882–1949)   | 27 december 1948 | 2 juli 1949      | 187 dagen          | Secretaris-generaal BKP; Ook premier (1946–1949) |
| 2            |              | Valko Tsjervenkov Вълко Червенков (1900–1980) | 2 juli 1949      | 4 maart 1954     | 4 jaar, 245 dagen  | Secretaris-generaal BKP; ook premier (1950–1956) |
| 3            |              | Todor Zjivkov Тодор Живков (1911–1998)        | 4 maart 1954     | 10 November 1989 | 35 jaar, 251 dagen | Tot 4 april 1981 eerste secretaris van het centraal comité van de BKP, nadien secretaris-generaal BKP; daarnaast premier (1962–1971), en voorzitter van de Staatsraad (1971–1989) |
| 4            |              | Petar Mladenov Петър Младенов (1936–2000)     | 10 november 1989 | 2 februari 1990  | 84 dagen           | Secretaris-generaal van de BKP; ook voorzitter van de Staatsraad (1989–1990) |
| 5            |              | Aleksandar Lilov Александър Лилов (1933-2013) | 2 februari 1990  | 3 april 1990     | 60 dagen           | Voorzitter van de BKP; ook parlementslid (1962-2001) |

## Verwijzing
Partijcongres · Centraal Comité · Secretariaat · Politburo · Secretaris-generaal